# (88879) Sungjaoyiu
(88879) Sungjaoyiu est un astéroïde de la ceinture principale.

## Description
(88879) Sungjaoyiu est un astéroïde de la ceinture principale. Il fut découvert le 25 septembre 2001 à l'Observatoire Desert Eagle par William Kwong Yu Yeung. Il présente une orbite caractérisée par un demi-grand axe de 2,57 UA, une excentricité de 0,16 et une inclinaison de 7,1° par rapport à l'écliptique.

## Compléments